# يوهان ياكوب رومر
يوهان ياكوب رومر (8 يناير 1763، زيورخ - 15 يناير 1819)، كان طبيباً وأستاذ علم النبات وعالم حشرات في زيورخ، سويسرا. ورومر  أجناس insectorum  هو منشور الأكثر جاذبية السويسري في علم الحشرات. ووضعت ومحفورة من قبل الفنان السويسري لوحات ناحية الألوان الرائعة JR شلينبرغ، خبير في علم الحشرات نفسه، وبالتالي على دراية التفاصيل الهيكلية. في عام 1793، انتخب عضوا أجنبيا من الأكاديمية الملكية السويدية للعلوم. يدعى جنس نباتي بختري من عائلة خشخاشية من بعده.

## الأعمال
- ماغازين FÜR يموت بوتانيك ، المجلدان الأول والثاني. 1-4؛ 1787-1791، مع الدعاية بول Usteri (1768-1831). بعد ذلك واصل رومر هذه السلسلة باسم  نيوس ماغازين FÜR يموت بوتانيك

.
- أجناس insectorum Linnaei آخرون Fabricii iconibus illustrata . Vitoduri Helvetorum (فينترتور)، الوكيل apud هنريك. شتاينر، 1789
- فلورا Europaea ...  Norimbergae [نورمبرغ] 14 fasc. 1797-1811
- Collecteana إعلان Omnem عيني Botanicam Spectantia Partim ه Propriis، Partim السابق Amicorum Schedis Manuscriptis Concinnavit آخرون Edidit JJ رومر، MD  Turici [زيورخ]، وفي أجزاء بين 1806 و 1810.
- يفتوشينكوف vegetabilium  (الطبعة 16) 7 مجلدات. - 1817-1830[3]